# Agathosma insignis
Agathosma insignis är en vinruteväxtart som först beskrevs av Robert Harold Compton, och fick sitt nu gällande namn av Neville Stuart Pillans. Agathosma insignis ingår i släktet Agathosma och familjen vinruteväxter. Inga underarter finns listade i Catalogue of Life.